# Orkan (Film)
Orkan (Originaltitel: Derelict) ist ein US-amerikanischer Abenteuerfilm aus dem Jahr 1930 von Rowland V. Lee mit George Bancroft und Jessie Royce Landis in den Hauptrollen.

## Handlung
Bill Rafferty und Jed Graves, rivalisierende Erste Offiziere auf der Batson-Frachterlinie, geraten offen in Konflikt, als sie sich in dasselbe Mädchen verlieben, Helen Lorber, eine Sängerin in Havanna. Als Bill Helen anbietet, sie an Bord seines Schiffes nach Rio de Janeiro mitzunehmen, nimmt sie an und gibt ihre Stelle auf. Doch unerwartet wird Bill Kapitän eines anderen Frachters und wählt aus reiner Bosheit Jed zu seinem Partner. Da er nicht das Risiko eingehen will, eine Frau an Bord zu nehmen, zieht Bill sein Angebot zurück. Helen appelliert wütend an Jed, der sie in eine Kabine schmuggelt. 
Eine Katastrophe wird knapp vermieden, als das Schiff im dichten Nebel mit einem anderen Schiff kollidiert. Bill wird wegen Pflichtvernachlässigung seines Kommandos enthoben, während Jed seinen Platz einnimmt und ihn in einem Kampf verprügelt. Helen begleitet Bill, der ihr wütend die Schuld am Verlust seines Kommandos gibt. Er geht auf einen Dampfer voller Auswanderer nach Rio und steuert ihn im betrunkenen Zustand durch einen tropischen Sturm. Als Jeds Schiff ein Notsignal sendet, eilt Bill ihm mit dem Dampfer zu Hilfe. Für seine Heldentat erhält Bill wieder sein Kommando. Als er erkennt, dass Helen ihm beigestanden und ihre Chance aufgegeben hat, nach Rio zu gehen, ist er glücklich wieder mit ihr vereint.

## Hintergrund
Der im Film gespielte Song Over the Sea of Dreams stammte von Leo Robin und Jack King.

## Veröffentlichung
Die Premiere des Films fand am 21. November 1930 in New York statt. 1931 kam er im Deutschen Reich und in Österreich in die Kinos. Er wurde auch unter den Titeln Mann über Bord und Schiffe im Nebel gezeigt.

## Kritiken
Mordaunt Hall von der The New York Times nannte den Film eine interessante Schifffahrtsgeschichte. Der Humor sei gut eingebunden und die meisten Szenen seien überzeugend. Das Werk sei besonders gut fotografiert.
Der Kritiker des TV Guide schrieb, gutes Schauspiel und gute Regie machen diese Geschichte über eine turbulente Seereise zu etwas Besonderem.